# Kerivoula minuta
Kerivoula minuta (Miller, 1898) è un pipistrello della famiglia dei Vespertilionidi diffuso nell'Ecozona orientale.

## Descrizione

### Dimensioni
Pipistrello di piccole dimensioni, con la lunghezza dell'avambraccio tra 25 e 29,5 mm, la lunghezza delle orecchie tra 8 e 10 mm e un peso fino a 2,3 g.

### Aspetto
La pelliccia è lunga, soffice e si estende dorsalmente sugli avambracci e le zampe. Le parti dorsali sono bruno-arancioni con la base dei peli marrone, mentre le parti ventrali sono leggermente più chiare. Il muso è lungo, appuntito e nascosto nel denso pelame facciale. Gli occhi sono piccolissimi. Le orecchie sono piccole, ben separate, a forma d'imbuto e con una leggera concavità sul bordo posteriore appena sotto la punta. Il trago è lungo, affusolato e con un incavo alla base posteriore. Le membrane alari sono marroni chiare, semi-trasparenti ed attaccate posteriormente alla base delle dita dei piedi. La lunga coda è completamente inclusa nell'ampio uropatagio.

### Ecolocazione
Emette ultrasuoni ad alto ciclo di lavoro sotto forma di impulsi di breve durata a frequenza modulata iniziale di 151,2-185,6 kHz, finale di 66,6-101,6 kHz e massima energia a 83,2-134,4 kHz

## Biologia

### Alimentazione
Si nutre di insetti.

## Distribuzione e habitat
Questa specie è diffusa nella Thailandia peninsulare, Penisola malese, nella provincia di Lampung nella parte meridionale di Sumatra e nel Borneo.
Vive nelle foreste di dipterocarpi e nelle foreste secondarie di pianura.

## Conservazione
La IUCN Red List, considerato che la popolazione è probabilmente soggetta ad un declino pari al 30% a causa della deforestazione, classifica K.minuta come specie prossima alla minaccia di estinzione (Near Threatened).